# Henotesia undulosa
Henotesia undulosa är en fjärilsart som beskrevs av Charles Oberthür 1916. Henotesia undulosa ingår i släktet Henotesia och familjen praktfjärilar. Inga underarter finns listade i Catalogue of Life.